# 沙包镇 (纳雍县)
沙包镇，是中华人民共和国贵州省毕节市纳雍县下辖的一个乡镇级行政单位。
2015年9月29日，贵州省人民政府批复同意撤销沙包乡建制，设置沙包镇。撤乡设镇后，行政区域和政府驻地不变。

## 行政区划
沙包镇下辖以下地区：
大寨村、安乐村、凹革村、包包寨村、大包包村、化启村、黄泥田村、街上村、马路坡村、青杠村、双山村、水淹坝村、宋家寨村、天星村、下木村、小营上村、秀才坝村和箐脚村。